# Exorista elegantula
Exorista elegantula är en tvåvingeart som först beskrevs av Louis-Paul Mesnil 1939.  Exorista elegantula ingår i släktet Exorista och familjen parasitflugor.
Artens utbredningsområde är Djibouti. Inga underarter finns listade i Catalogue of Life.